# Chmielewo (Orzysz)
Chmielewo (deutsch Chmielewen, 1938–1945 Talau) ist ein Dorf in der polnischen Woiwodschaft Ermland-Masuren, das zur Gmina Orzysz (Stadt- und Landgemeinde Arys) im Powiat Piski (Kreis Johannisburg) gehört.

## Geographische Lage
Chmielewo liegt in der östlichen Woiwodschaft Ermland-Masuren, 22 Kilometer nordwestlich der Kreisstadt Pisz (deutsch Johannisburg).

## Geschichte
Das nach 1785 Chmielöwen, nach 1820 Chmilewen und bis 1938 Chmielewen genannte Dorf wurde 1494 gegründet. 
Von 1874 bis 1945 gehörte der Ort zum Amtsbezirk Eckersberg.
In der Landgemeinde Chmielewen mit dem Ortsteil Neuendorf (polnisch Nowa Wieś) waren im Jahr 1910 insgesamt 229 Einwohner gemeldet, im Jahr 1933 waren es bereits 309. 
Aufgrund der Bestimmungen des Versailler Vertrags stimmte die Bevölkerung im Abstimmungsgebiet Allenstein, zu dem Chmielewen gehörte, am 11. Juli 1920 über die weitere staatliche Zugehörigkeit zu Ostpreußen (und damit zu Deutschland) oder den Anschluss an Polen ab. In Chmielewen stimmten 160 Einwohner für den Verbleib bei Ostpreußen, auf Polen entfielen keine Stimmen.
Am 3. Juni (amtlich bestätigt am 16. Juli) 1938 wurde das Dorf aus politisch-ideologischen Gründen der Abwehr fremdländisch erscheinender Ortsnamen in Talau umbenannt. Die Einwohnerzahl belief sich 1939 auf 269.
In Kriegsfolge kam das Dorf 1945 mit dem gesamten südlichen Ostpreußen zu Polen und erhielt die polnische Namensform Chmielewo. Heute ist der Ort Sitz eines Schulzenamtes (polnisch Sołectwo) und somit eine Ortschaft im Verbund der Stadt- und Landgemeinde Orzysz (Arys) im Powiat Piski (Kreis Johannisburg), bis 1998 der Woiwodschaft Suwałki, seither der Woiwodschaft Ermland-Masuren zugehörig.

## Kirche
Chmielewen war bis 1945 in die evangelische Kirche Eckersberg in der Kirchenprovinz Ostpreußen der Evangelischen Kirche der Altpreußischen Union sowie in die römisch-katholische Kirche Johannisburg (polnisch Pisz) im Bistum Ermland eingepfarrt.
Heute gehört Chmielewo katholischerseits zur Pfarrei Okartowo im Bistum Ełk der Römisch-katholischen Kirche in Polen. Die evangelischen Einwohner halten sich zur Pfarrei Pisz in der Diözese Masuren der Evangelisch-Augsburgischen Kirche in Polen.

## Verkehr
Chmielewo liegt südlich der verkehrsstarken polnischen Landesstraße 63 (einstige deutsche Reichsstraße 127) und ist über die Nebenstraße 1696N auf direktem Weg zu erreichen. Außerdem führt die Nebenstraße 1845N von Suchy Róg (Trockenhorn) über Dziubiele (Zollerndorf) in den Ort.
Die nächste Bahnstation ist Tuchlin (deutsch Tuchlinnen) an der – allerdings nicht mehr regulär befahrenen – Bahnstrecke Czerwonka–Ełk (deutsch Rothfließ–Lyck).